# Jean Marius René Guibé
Jean Marius René Guibé (Párizs, 1910. február 18. – Caen, 1999. május 4.) francia természettudós és herpetológus. A párizsi Nemzeti Természettudományi Múzeum (Muséum National d'Histoire Naturelle) professzora volt. 
Zoológiai szakmunkákban nevének rövidítése: „Guibé”.

## Életrajza
Párizs 6. kerületében született ötgyermekes család legidősebb fiaként. Jean Guibé ősi normandiai családból származott, Rennes-ben letelepedett ősei közül több nevezetes személyiség pedig már a 15. században szerepel a bretagne-i forrásokban. Közvetlen felmenői Caenban éltek. Apja Maurice Guibé neves sebész volt, ő írta többek között az 1904-ben megjelent Chirurgie de l'abdomen (Hasi műtétek) című művet, amelynek még hét kiadása követte egymást. (Caenban ma utca, a Rue du Professeur Maurice Guibe viseli a nevét.)
1930-ban fizikai, kémiai és természettudományi diplomát szerzett, majd 1931-ben elvégezte az orvostudományi karon az első évet. 1934-ben természettudományi (zoológia, botanika, geológia) oklevelet szerzett a caeni természettudományi karon, és Louis Mercier (1879–1954) professzor asszisztense lett. Betegsége miatt 1935-ben véglegesen leszerelték. 
1935-ben megnősült, feleségével, Edith Leroy-val négy gyermekük született: két lány és két fiú.
1935-ben megbízást kapott egy kiegészítő kriptogám növényekkel foglalkozó tanfolyam elvégzésére a caeni orvosi és gyógyszerészeti iskolában. Ezidőtől szoros kapcsolatot tartott fenn a párizsi természettudományi múzeum tudósaival. 1939-ben a tudományok doktora címet szerezte meg a caeni egyetemen, 1940-ben a Francia Nemzeti Tudományos Kutatási Központ (Centre national de la recherche scientifique, rövidítése: CNRS) kutatási ösztöndíjasa volt, majd 1943-ban munkatársa lett. 
A második világháború eseményei között 1940-ben néhány hónapra mozgósították, a caeni tüzérségi laktanyába rendelték. 1944. június–júliusban önkéntes aneszteziológusként dolgozott egy caeni kórház sebészeti csoportjában. 
1945-től a párizsi Nemzeti Természettudományi Múzeumban Pierre-Paul Grassé ajánlására a természettudós Léon Bertin asszisztenseként a „Reptiles et Poissons” (Hüllők /kétéltűek/ és halak) laboratóriumának munkatársa volt, 1946-ban helyettes vezető, majd 1957-től 1975-ig a laboratórium vezetője. Guibé gazdagította a kutatóhely zoológiai gyűjteményeit, katalógusokat készített az intézményben található kétéltűek és gyíkok típusairól, 1952-től pedig nyilvános előadásokat tartott a mérges kígyókról. A trópusi országok állattenyésztési és állatgyógyászati intézeteiben herpetológiai kurzusokat is tartott.
1949-ben algériai, 1950–1951-ben madagaszkári kutatóúton vett részt.
1975-ben egészségügyi okokból (folyamatosan visszatérő migrén) visszavonult. Guibé, aki 1976-ban megkapta a tiszteletbeli professzori címet, nyolcvankilenc éves korában halt meg egy megrepedt aneurizma fájdalmas következményeiben.

## Munkássága
A második világháború idejéig Caenban (Normandiában) rovarokkal és pókfélékkel foglalkozott, majd kutatásait teljes mértékben a hüllőknek és kétéltűeknek szentelte, az utóbbi csoportot részesítve előnyben. A múzeumban a herpetológia területén végzett szisztematikus anatómiai, biológiai, etológiai és biogeográfiai szempontú vizsgálatokat.
Különös érdeklődést mutatott Nyugat-Afrika és Madagaszkár faunája iránt, egyedül, vagy közösen mintegy hatvan új taxont írt le, és több mint százötven értekezést publikált, beleértve könyvek fejezeteit és egész könyveket. Tizenegy dedikált névleges taxon emlékezik meg Jean Guibé-ről.
Így nevét viselik a Boophis guibei, Mantidactylus guibei és a Ptychadena guibei békafajok, a Calumma guibei kaméleonfaj valamint a Lygodactylus guibei gekkó.
Tiszteletére nevezték el a Madagaszkáron endemikus Guibemantis nemet is.

## Az általa leírt taxonok
- Anodonthyla rouxae
- Boophis erythrodactylus
- Boophis laurenti
- Boophis pauliani
- Boophis williamsi
- Madecassophryne truebae
- Mantella nigricans
- Mantidactylus bertini
- Mantidactylus blanci
- Mantidactylus blommersae
- Mantidactylus domerguei
- Mantidactylus eiselti
- Mantidactylus elegans
- Mantidactylus grandisonae
- Mantidactylus klemmeri
- Mantidactylus leucomaculatus
- Mantidactylus madecassus
- Mantidactylus microtis
- Mantidactylus pauliani
- Mantidactylus pseudoasper
- Mantidactylus tricinctus
- Mantidactylus wittei
- Paradoxophyla palmata
- Phrynobatrachus alticola
- Phrynobatrachus guineensis
- Phrynobatrachus villiersi
- Platypelis alticola
- Platypelis milloti
- Platypelis tsaratananaensis
- Plethodontohyla bipunctata
- Plethodontohyla guentherpetersi
- Plethodontohyla minuta
- Plethodontohyla serratopalpebrosa
- Rhinoleptus
- Stumpffia grandis
- Stumpffia roseifemoralis
- Stumpffia tridactyla

## Műveiből
- Coléoptères rares capturés dans l'anse de Vauville en août 1932 (Note préliminaire). (Szóbeli előadásának szövege a Vauville öblében 1932 augusztusában fogott ritka bogarakról.) In Bulletin de la Société Linnéenne de Normandie, 8. sorozat, 6. kötet, 5. szám. (Caen), 1933. 40–47. oldal
- Contribution à la faune arachnologique de Normandie, 1. note. In: Bulletin de la Société entomologique de France. 1943, 48. évf. 5. szám, 76–78. oldalak
- Aperçu sur la faune arachnologique de Normandie. In: Bulletin de la Société entomologique de France. 1945. 9. sorozat, 4. szám, 46–57. oldal
- Révision des Boïdés de Madagascar. In: Mémoires de l'Institut scientifique de Madagascar. 1949. Série A.
- Catalogue des types d'Amphibiens. Kiad. Muséum national d'histoire naturelle (Paris). Éditeur scientifique, Párizs, 1950. 71 oldal
- Les Batraciens à biotopes végétaux, 1951
- Catalogue des types de Lézards. Kiad. Muséum national d'histoire naturelle (Paris). Éditeur scientifique, Bayeux, Imp. Colas. 1954. 119 oldal
- Les plus beaux reptiles. Párizs, Larousse, 1959, 96 oldal
- Hans Hvass: Les poissons. Fordította és átdolgozta: Jean Guibé. Párizs, Fernand Nathan, 1958, 111 oldal
- Les reptiles. Párizs, Presses universitaires de France, 1962. 124 oldal
- Les reptiles, 2. átdolg. kiadás. Párizs, Presses universitaires de France, 1969. 128 oldal
- Les batraciens. Párizs, Presses universitaires de France, 1965, 125 oldal
- Les batraciens. Michelle Thireau-val társszerzőségben. (2. átdolg. kiadás), Párizs, Presses universitaires de France, 1977, 124 oldal
- Les batraciens de Madagascar. In: Bonner zoologische Monographies. No. 11. Kiad. Zoologisches Forschungsinstitut. Bonn, 1978, 222 oldal

Guibé közreműködött Pierre-Paul Grassé: Traité de zoologie című művében is. Kiegészítéseket és frissítéseket írt a halakról szóló XIII. kötethez (1958), és számos fejezetet írt a hüllőkről (XIV. kötet, 1970).